# Inge Lehmann
Inge Lehmann (13 de maig de 1888 - 21 de febrer de 1993) fou una sismòloga danesa. El 1936 va argumentar que el nucli de la Terra no és una esfera única sinó que està constituït per un nucli intern sòlid a l'interior del nucli líquid, més extern. El límit de separació entre aquestes dues zones s'anomena discontinuïtat de Lehmann.

## Primers anys
Inge Lehmann va néixer i va créixer a Østerbro, un dels districtes de Copenhaguen. La família Lehmann tenia les seves arrels a Bohèmia. A la branca danesa hi havia molts membres influents d'alt nivell incloent advocats, polítics i enginyers. L'avi patern de l'Inge Lehmann va presentar a la primera línia telegràfica danesa (inaugurada el 1854), i el seu besavi va ser governador del Banc Nacional. El pare de la seva mare, Hans Jakob Tørsleff, pertanyia a una antiga família danesa que comptava amb un sacerdot a cada generació. La infància d'Inge va ser feliç en l'ambient tranquil de la dècada de 1890. El seu pare, Alfred Lehmann (1858-1921), va ser professor de psicologia a la Universitat de Copenhaguen, pioner en l'estudi de la psicologia experimental a Dinamarca.
A l'etapa escolar va rebre la seva educació en un institut pedagògic progressista, on nens i nenes estudiaven els mateixos temes, dirigit per Hanna Adler, una tia de Niels Bohr, i on aprengué que nens i nenes podien ser tractats per igual per al treball i el joc. Segons Lehmann, el seu pare i Adler van ser les dues influències més significatives per al seu desenvolupament intel·lectual. Després d'haver acabat l'escola, a la tardor de 1907, va ingressar a la Universitat de Copenhaguen per estudiar matemàtiques; el 1910 va passar l'examen final, i a la tardor va ser admesa per a continuar els seus estudis durant un any al Newhan College de Cambridge. El 1911 va tornar de Cambridge amb la sensació d'esgotament per la feina i va decidir deixar de banda els estudis per un temps. Durant uns anys, treballà en una oficina d'assegurances, on va desenvolupar bones habilitats de càlcul; fins al 1918, quan va continuar els seus estudis a la Universitat de Copenhaguen. En només dos anys va completar el grau de Magisteri en ciències físiques i matemàtiques.

## Recerca

Esquema de l'interior de la Terra. C: Discontinuïtat de Lehmann; 5: Nucli extern; 6: Nucli intern.

El seu interès en la sismologia s'inicia el 1925 quan va començar a treballar com a assistent del geodèsic Niels Erik Nørlund, qui li va assignar la tasca de posar en marxa observatoris sismològics a Dinamarca i Groenlàndia. El 1928 va aprovar el seu examen de geodèsia i va acceptar un lloc com a geodesista d'Estat i cap del departament de sismologia del recentment creat Real Institut Geodèsic Danes, un càrrec que va mantenir durant 25 anys, fins a la seua jubilació el 1953.
El 1936 va publicar el document que va segellar el seu lloc a la història de la geofísica, el títol de document era simplement P'  (P-prima) i s'interpretava per primera vegada que les arribades de l'ona P, que inexplicablement apareixien a l'ombra de l'ona P del nucli de la Terra, com a reflexions d'un nucli intern. Això posava de manifest una nova discontinuïtat sísmica en l'estructura de la Terra, que es coneix com la discontinuïtat de Lehmann, separant el nucli extern del nucli intern. En els propers dos o tres anys aquesta mateixa interpretació va ser adoptada altres sismòlegs importatnts de l'època, com ara Beno Gutenberg, Charles Richter i Harold Jeffreys. La Segona Guerra Mundial i l'ocupació de Dinamarca per l'exèrcit alemany van obstaculitzar el treball de Lehmann i els seus contactes internacionals de manera significativa durant els anys següents.
En els últims anys fins a la seva jubilació el 1953, les relacions entre ella i altres membres de l'Institut geodèsica es van anar deteriorant. Després de 1953, Inge Lehmann es va mudar als Estats Units i durant diversos anys va col·laborar amb Maurice Ewing i Frank Press sobre les investigacions de l'escorça terrestre i el mantell superior. Durant aquest treball, es va descobrir una altra discontinuïtat sísmica, que es troba a profunditats d'entre 190 i 250 km i que també es coneix com a discontinuïtat de Lehmann en honor de la seua descobridora.

## Reconeixements
Va rebre nombroses distincions pels seus excel·lents èxits científics, entre els quals, el Premi Harry Oscar Wood (1960), la Medalla Wiechert (1964), la Medalla d'Or de la Reial Societat Danesa de Ciències i Lletres (1965), la Medalla William Bowie (1971, com la primera dona), la Medalla de la Societat Sismológica d'Amèrica (1977).
L'any 1969 va ser elegida membre de la Royal Society. Va rebre sengles doctorats honoris causa per la Universitat de Colúmbia (1964) i la Universitat de Copenhaguen (1968). L'asteroide 5632 va ser nomenat Ingelehmann en el seu honor.
El 1997, la Unió Geofísica Americana establir la Medalla Lehmann Inge per honorar les «excel·lents contribucions a la comprensió de l'estructura, composició i dinàmica del mantell i el nucli de la Terra».